# ولسوالی چاریکار
ولسوالی چاریکار یکی از ولسوالی‌‌‌‌های ولایت پروان، به مرکزیت شهر چاریکار در شمال خاوری افغانستان است. جمعیت این ولسوالی در سال ١٣٩٩ حدود ٢٠٢٬٢١٠ نفر می‌باشد. این ولسوالی از جنوب با ولایت کابل، از شمال‌شرق با ولسوالی شینواری از شمال با ولسوالی جبل‌سراج و از جنوب غرب با ولسوالی بگرام هم‌مرز است.
تپهٔ گل‌ارغوان یکی از ساحات مشهور و تفریحی در ولسوالی چاریکار می‌باشد که گل ارغوان آن از سوی شاعران ستوده شده و مردم از کابل و سایر ولایات در فصل بهار در آنجا جمع و تفریح می‌نمایند. 
اولین سینما نیز در شهر چاریکار در دوران حکومت شیر علی خان در شهر چاریکار تأسیس شد که تا چند سال پیش نیز فعالیت داشت و بنام سینمای چاریکار یاد می‌شد.

## سرشناسان
- لیلا صراحت روشنی شاعر و نویسنده متولد ولسوالی چاریکار